# Liste des ministres des Affaires étrangères de Sao Tomé-et-Principe
Cet article présente une liste des ministres des Affaires étrangères de Sao Tomé-et-Principe.

## Liste
| No                                                                      | Portrait                                                                                      | Ministre                             | Intitulé                                                                     | Mandat            | Mandat            | Parti politique                                                               | Gouvernement | Gouvernement                                                                                    |
| ----------------------------------------------------------------------- | --------------------------------------------------------------------------------------------- | ------------------------------------ | ---------------------------------------------------------------------------- | ----------------- | ----------------- | ----------------------------------------------------------------------------- | --- | ----------------------------------------------------------------------------------------------- |
| 1                                                                       |                                                                                               | Miguel Trovoada                      |                                                                              | 12 juillet 1975   | décembre 1975     | Mouvement pour la libération de Sao Tomé-et-Principe                          | | Miguel Trovoada Mouvement pour la libération de Sao Tomé-et-Principe (1975-1979)                |
| 2                                                                       |                                                                                               | Leonel Mário d'Alva                  |                                                                              | décembre 1975     | 1978              | Mouvement pour la libération de Sao Tomé-et-Principe                          | | Miguel Trovoada Mouvement pour la libération de Sao Tomé-et-Principe (1975-1979)                |
| 3                                                                       |                                                                                               | Maria do Nascimento da Graça Amorim  |                                                                              | 1978              | 1985              |                                                                               | Aucun Premier Ministre, présidence de Manuel Pinto da Costa                                                                 |                                                                                                 |
| 4                                                                       |                                                                                               | Manuel Pinto da Costa                |                                                                              | 1985              | 1986              | Mouvement pour la libération de Sao Tomé-et-Principe                          | Aucun Premier Ministre, présidence de Manuel Pinto da Costa                                                                 |                                                                                                 |
| 5                                                                       |                                                                                               | Fradique de Menezes                  |                                                                              | 1986              | 1987              |                                                                               | Aucun Premier Ministre, présidence de Manuel Pinto da Costa                                                                 |                                                                                                 |
| 6                                                                       |                                                                                               | Guilherme Posser da Costa            |                                                                              | 1987              | janvier 1988      | Mouvement pour la libération de Sao Tomé-et-Principe                          | Aucun Premier Ministre, présidence de Manuel Pinto da Costa                                                                 |                                                                                                 |
| 7                                                                       |                                                                                               | Carlos da Graça                      |                                                                              | janvier 1988      | 1990              | Mouvement pour la libération de Sao Tomé-et-Principe                          | Celestino Rocha da Costa Mouvement pour la libération de Sao Tomé-et-Principe puis MLSTP-Parti social-démocrate (1988-1991) |                                                                                                 |
| (6)                                                                     |                                                                                               | Guilherme Posser da Costa            |                                                                              | 1990              | 1991              |                                                                               | |                                                                                                 |
| 8                                                                       |                                                                                               | Alda Bandeira                        |                                                                              | 1991              | 1993              | Parti de convergence démocratique - Groupe de réflexion                       | | Ier Parti de convergence démocratique - Groupe de réflexion (1991-1992)                         |
| IIe Parti de convergence démocratique - Groupe de réflexion (1992-1994) |                                                                                               |                                      |                                                                              |                   |                   |                                                                               | |                                                                                                 |
| 9                                                                       |                                                                                               | Albertino Bragança                   |                                                                              | 1993              | 1994              |                                                                               | |                                                                                                 |
| 10                                                                      |                                                                                               | Alberto Ferreira Chong               |                                                                              | 1994              | 1994              |                                                                               | | Transition Action démocratique indépendante (1994)                                              |
| (6)                                                                     |                                                                                               | Guilherme Posser da Costa            |                                                                              | 1994              | 1996              | Mouvement pour la libération de Sao Tomé-et-Principe – Parti social-démocrate | | IIIe Mouvement pour la libération de Sao Tomé-et-Principe – Parti social-démocrate (1994-1995)  |
| (6)                                                                     | IVe Mouvement pour la libération de Sao Tomé-et-Principe – Parti social-démocrate (1995-1995) | Guilherme Posser da Costa            |                                                                              | 1994              | 1996              | Mouvement pour la libération de Sao Tomé-et-Principe – Parti social-démocrate | |                                                                                                 |
| 11                                                                      |                                                                                               | Homero Jerónimo Salvaterra           | Ministre des Affaires étrangères et des Communautés santoméennes d'outre-mer | 1996              | 1999              | Mouvement pour la libération de Sao Tomé-et-Principe – Parti social-démocrate | Ve Mouvement pour la libération de Sao Tomé-et-Principe – Parti social-démocrate (1996-1999)                                |                                                                                                 |
| 12                                                                      |                                                                                               | Alberto Paulino                      |                                                                              | 1999              | juillet 1999      |                                                                               | VIe Mouvement pour la libération de Sao Tomé-et-Principe – Parti social-démocrate (1999-2001)                               |                                                                                                 |
| 13                                                                      |                                                                                               | Paulo Jorge Espirito Santo           |                                                                              | juillet 1999      | 5 avril 2000      |                                                                               | VIe Mouvement pour la libération de Sao Tomé-et-Principe – Parti social-démocrate (1999-2001)                               |                                                                                                 |
| 14                                                                      |                                                                                               | Rafael Branco                        |                                                                              | 2000              | 2001              | Mouvement pour la libération de Sao Tomé-et-Principe – Parti social-démocrate | VIe Mouvement pour la libération de Sao Tomé-et-Principe – Parti social-démocrate (1999-2001)                               |                                                                                                 |
| 15                                                                      |                                                                                               | Patrice Trovoada                     |                                                                              | 2001              | février 2002      | Action démocratique indépendante                                              | | Initiative personnelle Action démocratique indépendante (2001-2002)                             |
| 16                                                                      |                                                                                               | Mateus Meira Rita                    |                                                                              | février 2002      | 8 mars 2002       |                                                                               | | Initiative personnelle Action démocratique indépendante (2001-2002)                             |
| (8)                                                                     |                                                                                               | Alda Bandeira                        |                                                                              | 8 mars 2002       | 7 octobre 2002    | Parti de convergence démocratique                                             | | Initiative personnelle Action démocratique indépendante (2001-2002)                             |
| (8)                                                                     | VIIe Mouvement pour la libération de Sao Tomé-et-Principe – Parti social-démocrate (2002)     | Alda Bandeira                        |                                                                              | 8 mars 2002       | 7 octobre 2002    | Parti de convergence démocratique                                             | |                                                                                                 |
| (16)                                                                    |                                                                                               | Mateus Meira Rita                    |                                                                              | 7 octobre 2002    | 8 mars 2004       |                                                                               | VIIIe Mouvement pour la libération de Sao Tomé-et-Principe – Parti social-démocrate (2002-2004)                             |                                                                                                 |
| 17                                                                      |                                                                                               | Óscar Sousa                          |                                                                              | 8 mars 2004       | 30 mars 2004      |                                                                               | VIIIe Mouvement pour la libération de Sao Tomé-et-Principe – Parti social-démocrate (2002-2004)                             |                                                                                                 |
| 18                                                                      |                                                                                               | Ovídio Pequeño                       |                                                                              | 30 mars 2004      | 16 janvier 2006   |                                                                               | VIIIe Mouvement pour la libération de Sao Tomé-et-Principe – Parti social-démocrate (2002-2004)                             |                                                                                                 |
| 18                                                                      | IXe Mouvement pour la libération de Sao Tomé-et-Principe – Parti social-démocrate (2004-2005) | Ovídio Pequeño                       |                                                                              | 30 mars 2004      | 16 janvier 2006   |                                                                               | |                                                                                                 |
| 18                                                                      | Xe Mouvement pour la libération de Sao Tomé-et-Principe – Parti social-démocrate (2005-2006)  | Ovídio Pequeño                       |                                                                              | 30 mars 2004      | 16 janvier 2006   |                                                                               | |                                                                                                 |
| (17)                                                                    |                                                                                               | Óscar Sousa                          |                                                                              | 16 janvier 2006   | avril 2006        |                                                                               | |                                                                                                 |
| 19                                                                      |                                                                                               | Carlos Gustavo dos Anjos             |                                                                              | 21 avril 2006     | 20 novembre 2007  |                                                                               | | XIe Mouvement pour les forces de changement démocratique - Parti libéral (2006-2008)            |
| (18)                                                                    |                                                                                               | Ovídio Pequeño                       |                                                                              | 20 novembre 2007  | 2008              |                                                                               | | XIe Mouvement pour les forces de changement démocratique - Parti libéral (2006-2008)            |
| (18)                                                                    | XIIe Action démocratique indépendante (2008)                                                  | Ovídio Pequeño                       |                                                                              | 20 novembre 2007  | 2008              |                                                                               | |                                                                                                 |
| 20                                                                      |                                                                                               | Carlos Tiny                          | Ministre des Affaires étrangères et de la Coopération                        | juin 2008         | août 2010         | Mouvement pour la libération de Sao Tomé-et-Principe – Parti social-démocrate | | XIIIe Mouvement pour la libération de Sao Tomé-et-Principe – Parti social-démocrate (2008-2010) |
| 21                                                                      |                                                                                               | Manuel Salvador dos Ramos            |                                                                              | août 2010         | 12 décembre 2012  |                                                                               | | XIVe Action démocratique indépendante (2010-2012)                                               |
| 22                                                                      |                                                                                               | Natália Pedro da Costa Umbelina Neto | Ministre des Affaires étrangères, de la Coopération et des Communautés       | 12 décembre 2012  | 24 novembre 2014  |                                                                               | | XVe Mouvement pour la libération de Sao Tomé-et-Principe – Parti social-démocrate (2008-2010)   |
| (21)                                                                    |                                                                                               | Manuel Salvador dos Ramos            | Ministre des Affaires étrangères et des Communautés                          | novembre 2014     | 18 octobre 2016   | Action démocratique indépendante                                              | | XVIe Action démocratique indépendante (2014-2018)                                               |
| 23                                                                      |                                                                                               | Urbino Botelho                       | Ministre des Affaires étrangères, de la Coopération et des Communautés       | 18 octobre 2016   | 3 décembre 2018   |                                                                               | | XVIe Action démocratique indépendante (2014-2018)                                               |
| 24                                                                      |                                                                                               | Elsa Pinto                           | Ministre des Affaires étrangères, de la Coopération et des Communautés       | 3 décembre 2018   | 19 septembre 2020 | Mouvement pour la libération de Sao Tomé-et-Principe – Parti social-démocrate | | XVIIe Mouvement pour la libération de Sao Tomé-et-Principe – Parti social-démocrate (2018-2022) |
| 25                                                                      |                                                                                               | Edite Ten Juá                        | Ministre des Affaires étrangères, de la Coopération et des Communautés       | 19 septembre 2020 | 9 novembre 2022   | Mouvement pour la libération de Sao Tomé-et-Principe – Parti social-démocrate | | XVIIe Mouvement pour la libération de Sao Tomé-et-Principe – Parti social-démocrate (2018-2022) |
| 26                                                                      |                                                                                               | Alberto Neto Pereira                 | Ministre des Affaires étrangères, de la Coopération et des Communautés       | 12 novembre 2022  | 8 août 2023       |                                                                               | | XVIIIe Action démocratique indépendante (2022-2025)                                             |
| 27                                                                      |                                                                                               | Gareth Guadalupe                     | Ministre des Affaires étrangères, de la Coopération et des Communautés       | 9 août 2023       | 12 janvier 2025   | Action démocratique indépendante                                              | | XVIIIe Action démocratique indépendante (2022-2025)                                             |
| 28                                                                      |                                                                                               | Ilza Amado Vaz                       | Ministre des Affaires étrangères, de la Coopération et des Communautés       | 14 janvier 2025   | en cours          | Action démocratique indépendante                                              | | XIXe Action démocratique indépendante (depuis 2025)                                             |